# Tauszk Ferenc
Tauszk Ferenc (Pest, 1865. augusztus 7. – Budapest, 1915. október 31.) orvosdoktor, belgyógyász, főorvos, egyetemi magántanár, a budapesti szegény sorsú tüdőbetegek szanatórium-egyesületének főtitkára. 1905-ben királyi tanácsosi címet kapott.

## Élete
Apja Tauszk Henrik zsidó terménykereskedő, anyja Pfeifer Hermina volt. Szülővárosában végezte tanulmányait, s szerezte meg orvosi diplomáját. Ezután hosszabb ideig tartózkodott külföldön, különösen Berlinben, ahol Du Boys Reymond intézetében egyes kórtani kérdések megoldásával foglalkozott. Ezalatt Németország, Belgium, Anglia és Olaszország nevezetesebb kórházait és klinikáit tanulmánya tárgyává tette. Több ízben járt keleten és az ott szerzett orvosi tapasztalatairól az Orvosi Hetilapban számolt be. 
1888-tól 1899-ig Korányi Frigyes mellett mint az első belgyógyászati klinika első segédje működött. A belgyógyászat terén nagy tudományos tevékenységet fejtett ki. Dolgozataival a jubileumi, Pasquich-egyleti díjat és a Balassa-emlékérem kitüntetést nyerte el. Maga köré csoportosítva a fiatal orvosi nemzedék javát, szerkesztése alatt: A gyógyászat kézikönyve és a Klinikai diagnostika (1892 és 1894, Budapest, 3 kötet) művek jelentek meg. 1896-ban belgyógyászati egyetemi magántanárrá habilitálták. 1897-ben a Dunajobbparti szegényház kórházának és az egyetemi kórházegyesületnek rendelő orvosa lett; amikortól különösen a szegénysorsú tüdőbetegek gyógyításában, és a TBC elleni küzdelemben fejtett ki jelentős erőfeszítést. 1900-tól a San Marco hercegné által alapított Irgalomház igazgató főorvosa volt. Haláláról beszámolt a Budapesti Hírlap és a Pesti Hírlap is.
Munkái egyes belgyógyászati, amelyek kérdésekkel klinikailag és kísérletileg foglalkoznak magyar, német és francia folyóiratokban és szakmunkákban jelentek meg; a Pallas nagy lexikona munkatársa is volt.

## Díjai
- Pasquich-díj
- Balassa-díj

## Munkái
- A gyógyászat kézikönyve. Többekkel. Szerk. (Bp., 1892)
- Klinikai diagnostika, I–III. Többekkel. Szerk. (Bp., 1894)
- A belgyógyászat alapvonalai (Bp., 1895; 3. bőv. kiad. 1913)
- Válasz a Sic itur ad astra? c. röpiratra (Bp., 1895)
- A Koch-féle Tuberkulin (Bp., 1897)
- A tüdővész és a magyar társadalom (Bp., 1898)
- Heroin. A morphin egy új pótszere (Bp., 1898)
- A hypertrophiás és atrophiás májlob viszonya egymáshoz (Bp., 1898)
- A szívbetegek balneotheraphiája (Bp., 1898)
- A tüdőbetegek szanatóriuma (Bp., 1899)
- A sensilis szív munkája… (Bp., 1900)
- Belgyógyászat. Gerlóczy Zsigmonddal, Kétly Lászlóval (M. orvosi vademecum, II/1. Bp., 1902)
- Újabb gyógyszerek a tubercuosis tovaterjedésének megvilágítására (Bp., 1904)
- A tüdővész elleni védekezés Magyarországon (Bp., 1904)
- A tüdővész elleni mozgalom (Bp., 1905)
- Tíz év a tüdővész elleni küzdelemből (Bp., 1908)
- A tüdőtuberkolózisban szenvedő betegek elkülönítése (Bp., 1910)
- Az Erzsébet királyné-szanatórium (Bp., 1912)
- Korányi Frigyes (1828–1913) (Bp., 1913)
- A belgyógyászat alapvonalai (Bp., 1913)
- Hazai és nem hazai fürdőkről (Bp., 1914)

Szerkesztette a szegénysorsú tüdőbetegek egyesületének Évkönyveit és Tuberkulozis c. szaklapját.